# 421

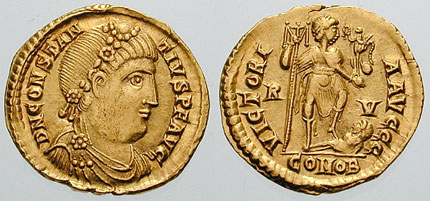
Keizer Constantius III op een solidus

Het jaar 421 is het 21e jaar in de 5e eeuw volgens de christelijke jaartelling.

## Gebeurtenissen

### Klein-Azië
- 7 juni - Keizer Theodosius II trouwt met Aelia Eudocia, een Griekse dichteres. In Constantinopel worden ter ere van het huwelijk festiviteiten gehouden.

### Europa
- Rua, hoofdman van de Hunnen, voert een plunderveldtocht in Dacië en Thracië. De Ostrogoten mogen zich als foederati (bondgenoten) vestigen aan de Donaugrens.

### Perzië
- Theodosius II begint een veldtocht tegen de Perzen en valt Mesopotamië binnen. Koning Bahram V trekt zijn leger terug naar Nisibis (Turkije).

### Italië
- 8 februari - Keizer Honorius benoemt zijn zwager Constantius tot medekeizer (augustus) en regeert vanuit Ravenna over het West-Romeinse Rijk.
- 25 maart - Volgens de legende (rond 12 uur in de middag) wordt de stad Venetië samen met de kerk San Giacomo di Rialto gesticht.
- 2 september - Constantius III overlijdt onverwachts aan een ziekte, zijn vrouw Galla Placidia wordt voor de tweede maal weduwe.
- Placidia weet zich de gunst van haar broer te verwerven (er zijn zelfs geruchten over incest) en krijgt de titel augusta (verhevene).

### Frankrijk
- De veldtocht van Castinus in Noord-Gallië maakt een einde aan de inval van de Ripuarische Franken. De stad Trier wordt bevrijd.

### Spanje
- Een interventie van de Romeinse generaal Asterius voorkomt de ondergang van de Sueven in het noordoosten van Spanje.

## Overleden
- 2 september - Constantius III, keizer van het West-Romeinse Rijk
- Maria van Egypte, patroonheilige (waarschijnlijke datum)